# Kamień Krajeński (stacja kolejowa)
Kamień Krajeński – ładownia kolejowa, a dawniej stacja w Kamieniu Krajeńskim, w województwie kujawsko-pomorskim, w Polsce. Obsługuje ruch towarowy.